# Gnorimosphaeroma anchialos
Gnorimosphaeroma anchialos är en kräftdjursart som beskrevs av Spencer S. Jang och Kae Kyoung Kwon 1993. Gnorimosphaeroma anchialos ingår i släktet Gnorimosphaeroma och familjen klotkräftor. Inga underarter finns listade i Catalogue of Life.